# David Royo
David Royo Pozo (Barcelona, España; 18 de julio de 1973) es un nadador español, especialista en pruebas de larga distancia y en aguas abiertas.

## Trayectoria
Se formó en el Club Natació Atletic, pasando a formar parte del  CN Barcelona y posteriormente recaló en el CN Sabadell. Fue internacional en más de 25 ocasiones en distintas categorías.
A lo largo de su carrera fue campeón de España en cinco ocasiones. En el campeonato de verano logró la victoria en 400 metros y 1500 metros libre (1991) y en relevos 4 x 100 metros estilos (1989) y 4 x 200 metros libre (1998). En el campeonato de invierno logró la victoria en relevos 4 x 200 metros libre (1999).´
En los Juegos_Mediterráneos_de_1991 en Atenas, logró la medalla de plata en la prueba de 1500 metros libre y la medalla de bronce en 400 metros libre
Participó en el Campeonato_Europeo_de_Natación_de_1997 en Sevilla, obteniendo la novena plaza en la prueba de 25 km.
En aguas abiertas destacan sus siete victorias la Copa Nadal (1988, 1992, 1995, 1996, 1997, 1998 y 1999), estableciendo un récord de triunfos en la prueba, que posteriormente batió Dani Serra. Además ganó en seis ocasiones la travesía al Puerto de Barcelona, campeonato de Cataluña de gran fondo (1990, 1992, 1994, 1995, 1996 y 1997).

## Premios
- Medalla de bronce de la Real Federación Española de Natación (1992)